# Gustave Le Bon
Gustave Le Bon (7 tháng 5 năm 1841, Nogent-le-Rotrou, Eure-et-Loir – 13 tháng 12, 1931) là một nhà tâm lý học xã hội. 

## Tư tưởng
Theo Gustave Le Bon, những đám đông luôn bị vô thức tác động, họ xử sự như người nguyên thủy, người dã man, không có khả năng suy nghĩ, suy luận, mà chỉ cảm nhận bằng hình ảnh, bằng sự liên kết các ý tưởng, họ không kiên định, thất thường, và đi từ trạng thái nhiệt tình cuồng loạn nhất đến ngây dại ngớ ngẩn nhất. Vả lại, do thể tạng của mình, những đám đông ấy cần có một thủ lĩnh, một người cầm đầu, kẻ có thể dẫn dắt họ và cho bản năng của họ một ý nghĩa. "Những người cầm đầu hiện nay càng có khuynh hướng thay thế quyền lực công thì quyền lực công càng bị chất vấn và suy yếu đi. Sự bạo ngược của những ông chủ mới này làm đám đông ngoan ngoãn vâng lời họ hơn cả khi họ đã từng vâng lời chính quyền."
Vậy nên, thời hiện đại được định tính bằng sự lên ngôi của những đám đông được người cầm đầu dẫn dắt. Và trong thời đại hỗn loạn và lo âu ấy, bằng việc đánh mất lý tưởng của mình, chủng tộc đã đánh mất tâm hồn mình và lại trở thành đám đông. "Nền văn minh chẳng có sự cố định nào, bị phó mặc cho mọi ngẫu nhiên. Bọn tiện nhân thành bà hoàng và những kẻ dã man tiến lên." Ngày nay, lý thuyết của Le Bon vẫn chịu một số chỉ trích. Ông được coi là người đặt nền móng cho chủ nghĩa quốc gia hiện đại. Nhưng dù thế nào đi nữa thì Le Bon cũng chỉ là "con đẻ" của thời đại ông. Nỗi lo sợ về nạn bạo lực, sự hoành hành, chứng khủng bố của những đám đông thể hiện rất rõ trong lý thuyết của ông. Ông dường như đã quá phóng đại về nguy cơ bạo lực và sự vô lý của đám đông. Tuy vậy, cuốn sách này thực sự là tác phẩm quan trọng và có ảnh hưởng lớn tới tư tưởng thời đại của Le Bon nói chung cũng như tâm lý học hiện đại nói riêng.